# Donald Driver
Donald Jerome Driver (født 2. februar 1975 i Houston, Texas, USA) er en tidligere amerikansk footballspiller, der spiller i NFL som wide receiver for Green Bay Packers. Han spillede for klubben hele sin professionelle karriere, mellem 1999 og 2012.
Gennem sin karriere har han flere gange været med til at føre Packers i playoffs, og hans præstationer skaffede ham tre gange udtagelse til Pro Bowl, ligaens All-Star kamp.